# Église Sainte-Thérèse-du-Landais de Brest
 (octobre 2022).
L'église Sainte-Thérèse-du-Landais est un monument de style moderne érigé pendant la reconstruction de Brest, après la Seconde Guerre mondiale pour doter le quartier du Landais d'un édifice religieux. L'église est consacrée à Thérèse de Lisieux, dite « Sainte Thérèse de l'Enfant-Jésus ».

## Historique
Le secteur du Landais, situé à l'ouest de Recouvrance, est en partie occupé par les glacis et peu urbanisé avant 1940. Après la destruction de la ville, les baraques provisoires sont installées à cet endroit pour accueillir une partie de la population brestoise et, petit à petit, des habitations remplacent le provisoire.
Sur le plan de la reconstruction de Brest élaboré par l’architecte Jean-Baptiste Mathon, daté de 1948, il est prévu d’ériger un édifice religieux dans le quartier du Landais, à l’intersection de plusieurs axes de communication menant au pont de l'Harteloire, aux tours de Quéliverzan, au quartier des Quatre Moulins et au cœur du quartier de Recouvrance.
La construction, entre 1957 et 1959, est confiée aux architectes Jean Marzin et Louis Freyssinet et la décoration est confiée au prêtre André Bouler.
L'édifice obtient d'abord le label « Patrimoine du XXe siècle » le 23 novembre 2006 et ensuite son inscription aux monuments historiques le 15 février 2019.

## Description
L'église est un cylindre bas de 30 m de diamètre à ossature de béton et couvert d'une voûte supportée par une couronne de vingt piliers. Ce premier volume circulaire est doublé d'un déambulatoire rayonnant en demi-cercle sur le côté est.
Toutes les façades sont revêtues de schiste. Le clocher indépendant est formé d'une tour ajourée en béton brut reliée à l'église par une galerie.
À l'intérieur, l'autel est placé dans une position légèrement excentrée, devant un mur de claustras, ce qui permet à la communauté (165 places) de se déployer en éventail autour de celui-ci. Les murs sont ouverts en partie haute d'une verrière abstraite et colorée de près de 170 m2, en bandeau continu sur toute la circonférence, réalisée par le père jésuite André Bouler.